# Lijst van oratoria geschreven door G.F. Händel
Dit is een lijst van alle Engels- en Italiaanstalige oratoria van Georg Friedrich Händel. De nummering is conform de Händel-Werke-Verzeichnis (HWV).

## Oratoria
| HWV   | Titel                                                                      | Première          | Plaats                                  |
| ----- | -------------------------------------------------------------------------- | ----------------- | --------------------------------------- |
| 46a/b | Il trionfo del Tempo e del Disinganno/ Il trionfo del Tempo e della Verità | juni 1707         | Rome                                    |
| 47    | La Resurrezione                                                            | 8 april 1708      | Rome                                    |
| 48    | Brockes Passion                                                            | 1709?             | Hamburg                                 |
| 49a/b | Acis and Galatea                                                           | 1718              | Cannons bij Londen                      |
| 50a/b | Esther                                                                     | vermoedelijk 1718 | Cannons bij Londen                      |
| 51    | Deborah                                                                    | 21 februari 1733  | King’s Theatre, Londen                  |
| 52    | Athalia                                                                    | 10 juli 1733      | Sheldonian Theatre, Oxford              |
| 53    | Saul                                                                       | 16 januari 1739   | King’s Theatre, Londen                  |
| 54    | Israel in Egypt                                                            | 4 april 1739      | King’s Theatre, Londen                  |
| 55    | L'Allegro, il Penseroso ed il Moderato                                     | 27 februari 1740  | Theater in Lincoln's Inn Fields, Londen |
| 56    | Messiah                                                                    | 13 april 1742     | New Music Hall, Dublin                  |
| 57    | Samson                                                                     | 18 februari 1743  | Covent Garden Theatre, Londen           |
| 58    | Semele                                                                     | 10 februari 1744  | Covent Garden Theatre, Londen           |
| 59    | Joseph and his Brethren                                                    | 2 maart 1744      | Covent Garden Theatre, Londen           |
| 60    | Hercules                                                                   | 5 januari 1745    | King’s Theatre, Londen                  |
| 61    | Belshazzar                                                                 | 27 maart 1745     | King’s Theatre, Londen                  |
| 62    | Occasional Oratorio                                                        | 14 februari 1746  | Covent Garden Theatre, Londen           |
| 63    | Judas Maccabaeus                                                           | 1 april 1747      | Covent Garden Theatre, Londen           |
| 64    | Joshua                                                                     | 9 maart 1748      | Covent Garden Theatre, Londen           |
| 65    | Alexander Balus                                                            | 23 maart 1748     | Covent Garden Theatre, Londen           |
| 66    | Susanna                                                                    | 10 februari 1749  | Covent Garden Theatre, Londen           |
| 67    | Solomon                                                                    | 17 maart 1749     | Covent Garden Theatre, Londen           |
| 68    | Theodora                                                                   | 16 maart 1750     | Covent Garden Theatre, Londen           |
| 69    | The Choice of Hercules                                                     | 1 maart 1751      | Covent Garden Theatre, Londen           |
| 70    | Jephta                                                                     | 26 februari 1752  | Covent Garden Theatre, Londen           |
| 71    | The Triumph of Time and Truth                                              | 11 maart 1757     | Covent Garden Theatre, Londen           |